# 广慈医院旧址
广慈医院旧址，位于中华人民共和国浙江省金华市兰溪市云山街道黑虎巷1号，建于清代，前后三进三开间，梁架、额枋等处雕刻精美，门窗装饰有西洋风格。
1997年9月2日，广慈医院旧址公布为第四批兰溪市文物保护单位。